# 예종석 (1953년)
예종석(芮鍾碩, 1953년 12월 13일 ~ )은 대한민국의 경영학자이다. 정치인 예춘호의 아들로, 마케팅 전문가로 알려져 있고 한양대학교 경영학부 교수, 아름다운재단 이사장 등으로 활동하였다. 2017년 2월 17일 더불어민주당 문재인 대선 캠프 홍보본부장이 되었다. 2018년 6월 4일 사회복지공동모금회 회장이 되었다.

## 학력
- 1980년: 캘리포니아 주립 대학교 경제학 학사
- 1982년: 인디애나 대학교 경제학석사
- 1985년: 인디애나 대학교 경영학석사
- 1986년: 인디애나 대학교 경영학박사

## 현재
- 1989년 -: 한국 경영 연구원(KMDI) 연구위원
- 1995년 -: 한국 마케팅 연구원 연구위원
- 1996년 -: (주) 한독약품 고문
- 1998년 -: (주) 제일모직 사외이사
- 2001년 -: (주) 두산 사외이사
- 2001년 -: 에스콰이아 문화재단 이사
- 2005년 -: 한국일보 '한국교육산업대상' 심사위원장
- 2005년 -: 인터넷 신문 프레시안 편집위원
- 2005년 -: 월간 마케팅 편집위원
- 2005년 -: 일본능률협회 글로벌 경영위원회 GCSI 평가위원회 위원장
- 2006년 -: (주) 제일모직 감사위원회 위원장
- 2006년 -: (주) 두산 감사위원회 위원장
- 2006년 -: 대한적십자사 사회협력 위원
- 2007년 -: 분당제생병원 자문위원
- 2007년 -: HKC 담배주식회사 경영고문
- 2007년 -: 한양대학교 경영대학장
- 2007년 -: 재단법인 영도육영회 이사장
- 2007년 -: 서울경제신문 교육산업 경영인대상 심사위원장
- 2007년 -: 한국비영리학회 이사
- 2008년 -: 아름다운재단 이사
- 2008년 -: 한양대학교 글로벌경영전문대학원장
- 2008년 -: 인디애나대학교 한국총동문회 회장
- 2014년 -: 비영리민간단체 십시일밥 이사장
- 2017년 -: 문재인 대선 캠프 홍보본부장
- 2018년 - 2021년: 사회복지공동모금회 회장
- 2021년 1월 - 2025년 1월: 국민대학교 이사

## 경력
- 1980년 - 1983년: Indiana 대학교 Research Fellow
- 1983년 - 1986년: Indiana 대학교 강사 및 교수
- 1986년 - 현재: 한양대학교 경영학부 교수
- 1991년 - 1995년: 한양대학교 경영대학원 마케팅 주임교수
- 1995년 : 한양대학교 상경대학 경영학부장
- 2000년 - 2004년: 한양대학교 경영연구소 소장

## 역임
- 사회복지공동모금회 회장
- 아름다운재단 기부문화연구소 소장
- 대한 적십자사 총재 특별보좌역
- 한국 소비자학회 회장
- 한국 경영학회 부회장
- 한국 마케팅학회 부회장
- 한양대학교 경영연구소 소장(2000~2004)
- 동아일보 ‘2007 대선 매니페스토 평가위원
- 한국 마케팅저널 편집위원장
- 한국 경영학회 상임이사
- 학술 진흥재단 심사평가 위원
- 소비자 보호원 정책 심의 위원(2003 ~ 2006)
- 한국공항공사 자문위원(2002~2006)
- 아름다운재단 정책 자문 단장(2000)
- 한국 능률협회 고객만족대상 심사 위원(2003)
- 한국 경영학회 상남경영학자상 선정 위원(2003)
- 동아일보 내셔널 어젠다 위원회 경제 과학기술 분과 위원장(2003)
- 두산그룹, 제일모직, 포스코 개발, 매일유업, 에스콰이어, 한국공항공사
- 경방필백화점, 한국인삼공사 등 다수기업 자문교수 및 고문역임
- 삼성그룹, 현대그룹, LG그룹, SK그룹, 코오롱 그룹, 태평양그룹, 대상그룹 등에 마케팅 자문 및 CS경영, 경영전략에 관한 교육 프로그램 개발 자문 및 교육 수행
- 한솔교육 사회공헌 위원장
- 한겨레신문 사외이사

## 저서
- 《예종석 교수의 아주 특별한 경영수업》. 리더스북. 2006년. ISBN 9788901059822
- 《예종석 교수의 희망경영》. 마젤란. 2008년. ISBN 9788991059276
- 《활명수 100년 성장의 비밀》. 리더스북. 2009년. ISBN 9788901101170
- 《당선비책 - 마케팅, 마케팅, 마케팅》. 나남출판. 2022년. ISBN 9788930040990

## 수상
- 2004년: 소비자학연구 최우수 논문상
- 2006년: 한국고객만족경영학회 우수 논문상

## 가족 관계
- 아버지 : 예춘호 (1927년 2월 7일 ~ 2020년 7월 22일)
- 남매 : 예종홍, 예종영, 예종옥, 예지숙